# Wintersweiler
Wintersweiler ist ein Ortsteil der Gemeinde Efringen-Kirchen im Landkreis Lörrach. Der Ort liegt östlich des Isteiner Klotzs im Markgräflerland. Die Bundesstraße 3 zwischen Weil am Rhein und Freiburg führt wenige Kilometer westlich an Wintersweiler vorbei und verläuft auf dieser Höhe parallel zum Engebachtal. Östlich vom Dorfkern verläuft vollständig unterirdisch der rund 9,4 Kilometer lange Katzenbergtunnel, der als Eisenbahntunnel Teil der Ausbau- und Neubaustrecke Karlsruhe–Basel ist.

## Geografie und Lage
Wintersweiler ist ein locker bebautes Haufendorf, das nach Westen auf einer leicht exponierten Hangverflachung etwa 50 Höhenmeter über dem Engebachtal (etwa 270 m ü. NHN) liegt. Die Kreisstraße verbindet den Ort mit der Bundesstraße 3. Südlich von Wintersweiler befindet sich die Gemeinde Efringen-Kirchen und die Britschenhöfe, westlich der Ortsteil Huttingen und nördlich Welmlingen. Nach Osten führt eine asphaltierte Straße über den 397 m ü. NHN hohen Katzenberg nach Mappach. Südöstlich grenzt Wintersweiler an den Ortsteil Egringen. Damit ist Wintersweiler vollständig von Efringen-Kirchen beziehungsweise seinen Ortsteilen umgeben.
Abseits des Besiedlungskerns von Wintersweiler, an der B 3, befindet sich die Engemühle. Die Häuser wurden spätestens seit 1528 als Getreidemühle genutzt und in den 1970er Jahren in einen Landgasthof umfunktioniert.

## Geschichte
Der Fund von Grabhügeln aus der Hallstattzeit auf dem Katzenberg deutet auf eine frühe urgeschichtliche Besiedelung hin.
Wintersweiler wurde im Jahr 909 als „marcha seu villa Witereswilare“ und „villa Witireswilare“ erstmals urkundlich erwähnt. Im Jahr 1313 ist die Erwähnung als „Winterswilr“ belegt, leitet sich von einem Personennamen ab und war im Besitz des Klosters St. Gallen. Es wird vermutet, dass die Siedlung aus der Karolingerzeit stammt. Der Vorgänger des Ortes könnte ein als Flurname fortlebender Ort Bübingen gewesen sein. Wintersweiler gehörte als Lehen den Herren von Rötteln. 1313 gelangte der Besitz an das Kloster Himmelspforte bei Wyhlen. 1368 wurde der Besitz verkauft und ging an die Markgrafen von Hachberg-Sausenberg. Ein Jahr später, im Jahr 1387, wurde eine St.-Jakobs-Kapelle erstmalig erwähnt. 1385 wird Wintersweiler als Tagungsort des markgräflichen Landgerichts im oberen Breisgau erwähnt.
Im Jahr 1503 ging das Dort an die Markgrafen von Baden über, 1809 zum badischen Bezirksamt Kandern und 1819 schließlich zum Bezirksamt bzw. später dem Landkreis Lörrach. Von 1938 bis 1944 gab es in Wintersweiler ein Lager des Reichsarbeitsdienstes.
Zum 1. Oktober 1974 wurde Wintersweiler der Gemeinde Efringen-Kirchen zugeteilt.

## Bevölkerung

### Einwohner
Die Zahl der Einwohner in Wintersweiler entwickelte sich wie folgt:
| Jahr | Einwohner |
| ---- | --------- |
| 1852 | 338       |
| 1871 | 324       |
| 1880 | 299       |
| 1890 | 267       |
| 1900 | 242       |
| 1910 | 217       |
| 1925 | 217       |
| 1933 | 252       |

| Jahr | Einwohner |
| ---- | --------- |
| 1939 | 454       |
| 1950 | 247       |
| 1956 | 241       |
| 1961 | 245       |
| 1970 | 303       |
| 2011 | 492       |
| 2022 | 480       |

### Religion
Die Zugehörigkeit zu den Religionsgemeinschaften verteilte sich in der Vergangenheit wie folgt:
| Religionszugehörigkeit in Wintersweiler | Religionszugehörigkeit in Wintersweiler | Religionszugehörigkeit in Wintersweiler | Religionszugehörigkeit in Wintersweiler |
| Jahr                                    | Religion                                | Religion                                | Religion                                |
| --------------------------------------- | --------------------------------------- | --------------------------------------- | --------------------------------------- |
|                                         | evangelisch                             | katholisch                              | sonstige                                |
| 1858                                    | 97,6 %                                  | 2,4 %                                   | 0 %                                     |
| 1925                                    | 95,9 %                                  | 4,1 %                                   | 0 %                                     |
| 1950                                    | 93,5 %                                  | 6,1 %                                   | 0,4 %                                   |
| 1961                                    | 95,1 %                                  | 3,3 %                                   | 1,6 %                                   |
| 1970                                    | 90,8 %                                  | 6,6 %                                   | 2,6 %                                   |

## Politik

### Gemeinderat
In der Gemeinde Efringen-Kirchen wird die Gemeinderatswahl als unechte Teilortswahl durchgeführt, wobei dem Ortsteil Wintersweiler ein Sitz zusteht.

### Ortschaftsrat
Der Ort hat einen Ortschaftsrat mit 6 Mitgliedern. Ortsvorsteher ist Markus Güthlin.

### Wappen
Blasonierung: „In Gold auf grünem Schildfuß an schwarzem Stecken ein grüner Rebstock mit beidseits einer blauen Traube und rechts zwei, links einem Blatt, darüber eine Strahlensonne.“ Der Rebstock und die Sonne sind einem früheren Gemeindesiegel entnommen. Das Wappen ist seit 1906 in Verwendung.

## Bauwerke und Sehenswürdigkeiten

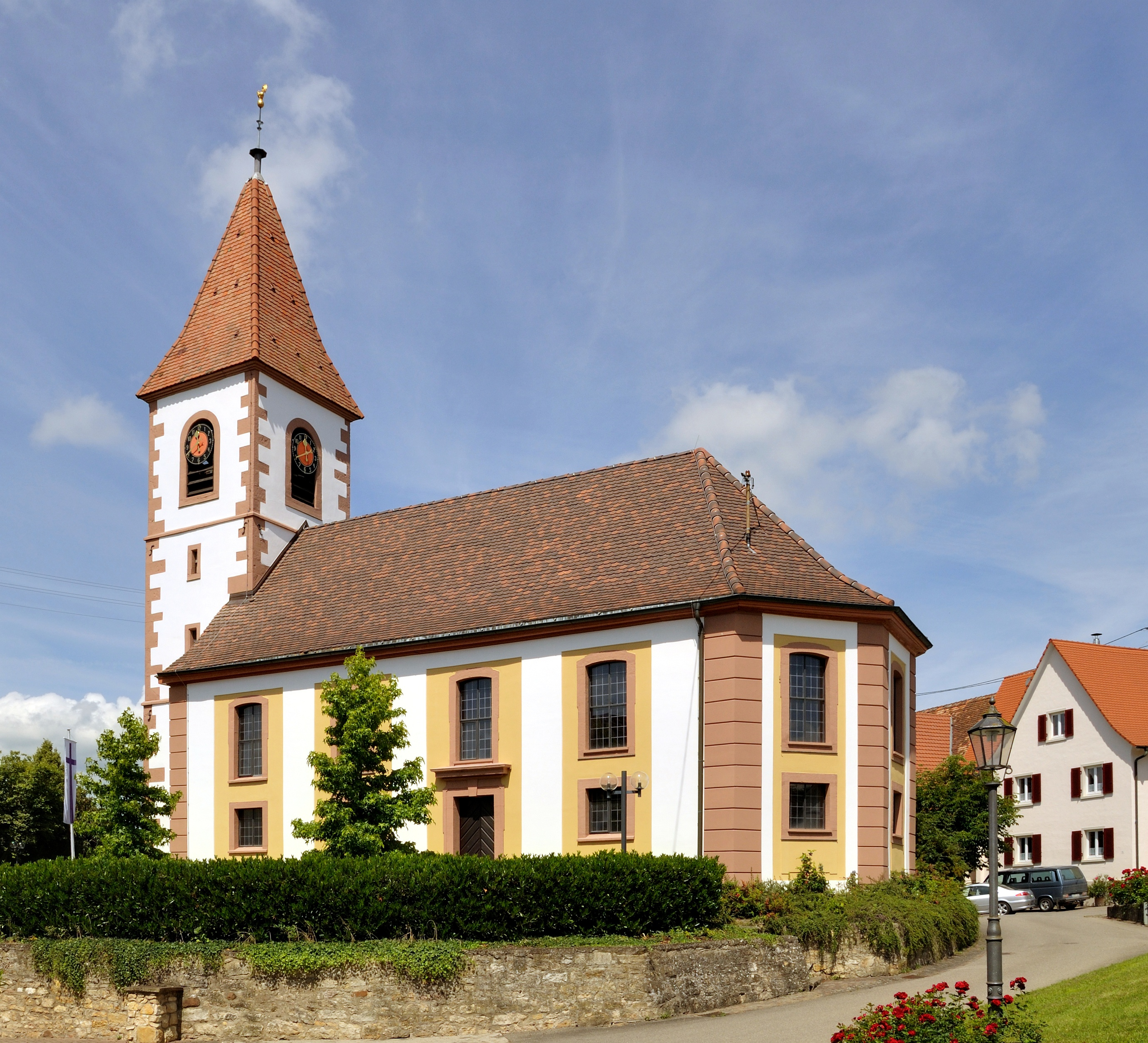
Evangelische Kirche Wintersweiler im Dorfkern

Das Dorf Wintersweiler ist in seiner ursprünglichen Form eines Haufendorfs erhalten geblieben. Von der s-förmig verlaufenden Kreisstraße zweigen Nebenstraßen in die überwiegend aus Wohnhäusern bestehende Besiedlung.
Im Dorfkern befindet sich die Evangelische Kirche Wintersweiler, deren urkundliche Erstnennung ins Jahr 1402 zurück reicht.
Nördlich der Kirche befindet sich ebenfalls an der Dorfstraße gelegen das Rathaus und die Freiwillige Feuerwehr des Ortes.

## Wirtschaft und Infrastruktur

### Feuerwehr
Die Freiwillige Feuerwehr Efringen-Kirchen hat in Wintersweiler eine Einsatzabteilung, die aus 30 aktiven Wehrmännern und 18 Personen in der Altersmannschaft besteht. Zur Ausstattung gehört ein Staffellöschfahrzeug.

### Fraunhofer-Institut für Kurzzeitdynamik
Das Fraunhofer-Institut für Kurzzeitdynamik hat an der B 3, auf der Kreisstraße nach Wintersweiler, einen Standort seines Ernst-Mach-Instituts. An diesem Standort gibt es Laborbeschleunigungsanlagen, welche Sicherheitsnormen von ballistischen Geschossen messen und testen. Außerdem befindet sich dort ein Labor zur Erforschung des Versagens großer Lithium-Ionen-Akkus.

## Persönlichkeiten
- Karl Schmidt (1834–1909), deutscher Unternehmer und Kraftfahrzeughersteller
- Karl Rösch (1912–2001), deutscher Kunstmaler[13]